# Charles Gentilliez
Charles Gentilliez est un homme politique français né le 18 octobre 1856 à Voyenne (Aisne) et mort le 17 février 1919 à Pau (Pyrénées-Atlantiques)
Industriel sucrier, il est conseiller général et sénateur de l'Aisne de 1903 à 1919, inscrit au groupe de la Gauche républicaine. Son activité parlementaire est très réduite.

## Sources
- « Charles Gentilliez », dans le Dictionnaire des parlementaires français (1889-1940), sous la direction de Jean Jolly, PUF, 1960 [détail de l’édition]